# Colligis-Crandelain
Colligis-Crandelain est une commune française située dans le département de l'Aisne en région Hauts-de-France.

## Géographie
1. Carte dynamique
2. Carte OpenStreetMap
3. Carte topographique

### Hydrographie
La commune est située dans le bassin Seine-Normandie. Elle est drainée par l'Ailette, la rigole d'alimentation de l'Ailette, le canal 01 des Tourbières, le canal 03 des Tourbières, le cours d'eau 01 de la Vallée du Tambour, le cours d'eau 01 du Moulin d'Ecouffeaux, le fossé 01 de la commune de Colligis-Craindelain, le ruisseau du Moulin Deduits et le ruisseau du Pre Berton,,.
L'Ailette, d'une longueur de 59 km, prend sa source dans la commune de Sainte-Croix et se jette  dans l'Oise (rive gauche) à Quierzy, après avoir traversé 36 communes. Les caractéristiques hydrologiques de l'Ailette sont données par la station hydrologique située sur la commune. Le débit moyen mensuel est de 0,459 m3/s. Le débit moyen journalier maximum est de 3,44 m3/s, atteint lors de la crue du 24 décembre 1993. Le débit instantané maximal est quant à lui de 4,42 m3/s, atteint le 12 janvier 1993.

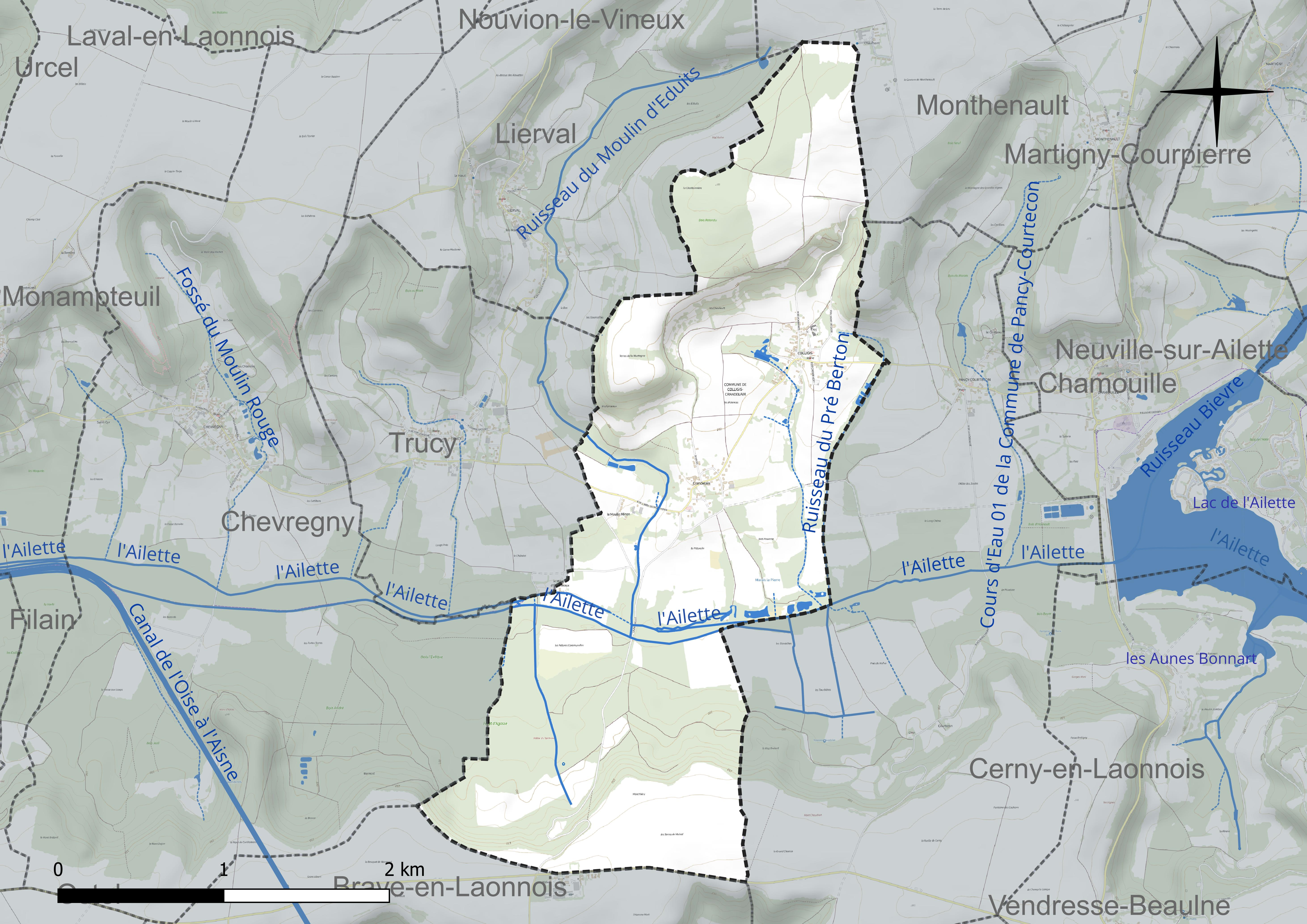
Réseau hydrographique de Colligis-Crandelain.

Un plan d'eau complète le réseau hydrographique : le plan d'eau de la commune de Pancy-Courtecon, d'une superficie totale de 0,3 ha (0,2 ha sur la commune),.

### Climat
Pour des articles plus généraux, voir Climat des Hauts-de-France et Climat de l'Aisne.
En 2010, le climat de la commune est de type climat océanique dégradé des plaines du Centre et du Nord, selon une étude du CNRS s'appuyant sur une série de données couvrant la période 1971-2000. En 2020, Météo-France publie une typologie des climats de la France métropolitaine dans laquelle la commune est exposée à un climat océanique altéré et est dans la région climatique Nord-est du bassin Parisien, caractérisée par un ensoleillement médiocre, une pluviométrie moyenne régulièrement répartie au cours de l'année et un hiver froid (3 °C).
Pour la période 1971-2000, la température annuelle moyenne est de 10,3 °C, avec une amplitude thermique annuelle de 14,9 °C. Le cumul annuel moyen de précipitations est de 721 mm, avec 12,2 jours de précipitations en janvier et 8,6 jours en juillet. Pour la période 1991-2020, la température moyenne annuelle observée sur la station météorologique la plus proche, située sur la commune de Martigny-Courpierre à 3 km à vol d'oiseau, est de 10,7 °C et le cumul annuel moyen de précipitations est de 734,4 mm,. Pour l'avenir, les paramètres climatiques de la commune estimés pour 2050 selon différents scénarios d'émission de gaz à effet de serre sont consultables sur un site dédié publié par Météo-France en novembre 2022.

## Urbanisme

### Typologie
Au 1er janvier 2024, Colligis-Crandelain est catégorisée commune rurale à habitat dispersé, selon la nouvelle grille communale de densité à 7 niveaux définie par l'Insee en 2022.
Elle est située hors unité urbaine. Par ailleurs la commune fait partie de l'aire d'attraction de Laon, dont elle est une commune de la couronne,. Cette aire, qui regroupe 106 communes, est catégorisée dans les aires de 50 000 à moins de 200 000 habitants,.

### Occupation des sols
L'occupation des sols de la commune, telle qu'elle ressort de la base de données européenne d'occupation biophysique des sols Corine Land Cover (CLC), est marquée par l'importance des territoires agricoles (55,7 % en 2018), en diminution par rapport à 1990 (59,3 %). La répartition détaillée en 2018 est la suivante : 
terres arables (40 %), forêts (36,9 %), zones agricoles hétérogènes (15,7 %), zones urbanisées (7,5 %).
L'évolution de l'occupation des sols de la commune et de ses infrastructures peut être observée sur les différentes représentations cartographiques du territoire : la carte de Cassini (XVIIIe siècle), la carte d'état-major (1820-1866) et les cartes ou photos aériennes de l'IGN pour la période actuelle (1950 à aujourd'hui).

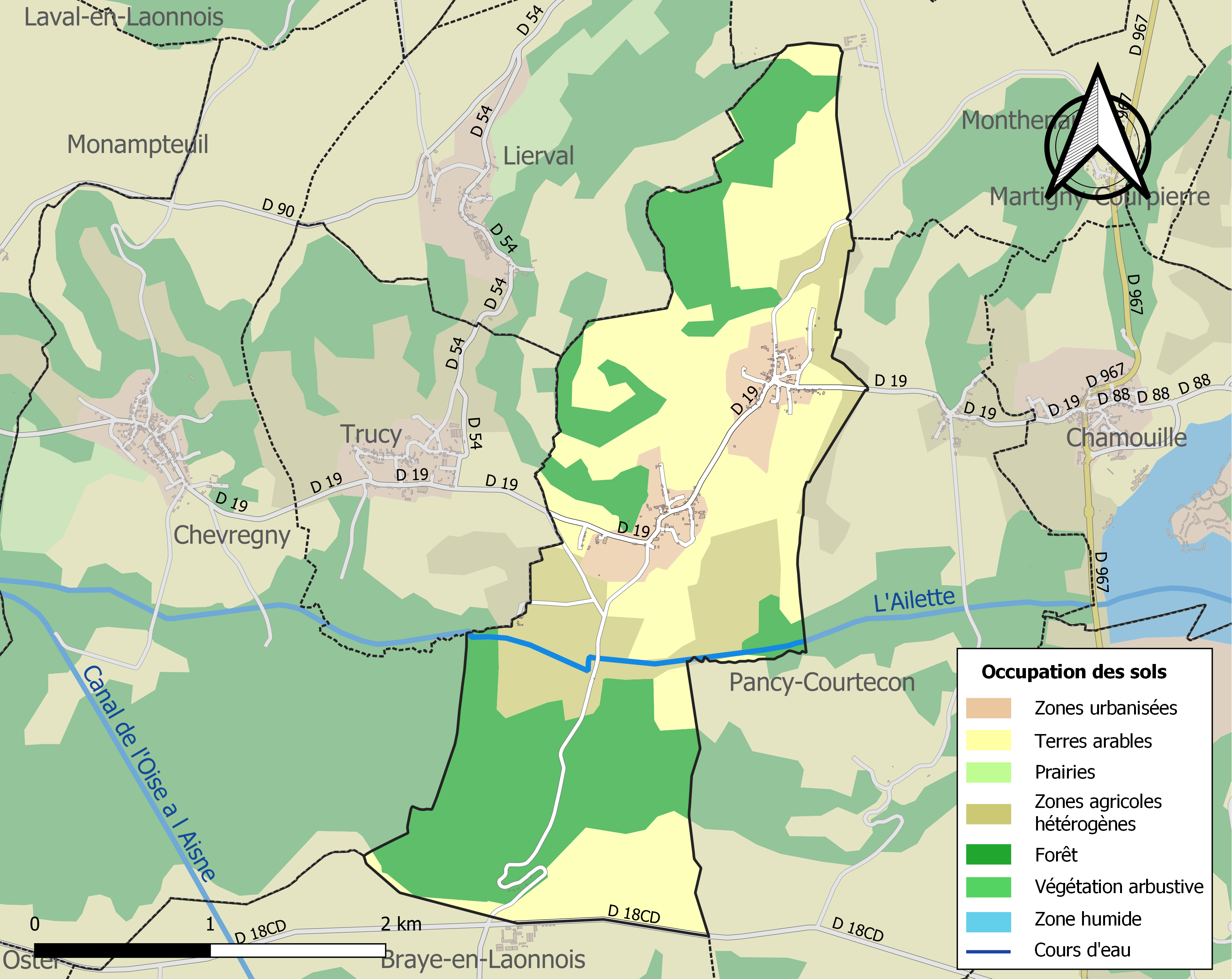
Carte des infrastructures et de l'occupation des sols de la commune en 2018 (CLC).

## Toponymie
Colligis est attesté sous les formes Curlegis (1136) ; Corlegis (1196) ; Corlegis-in-Laudunesio, Coullegis (1233) ; Territorium de Courlegis (1242) ; Corliegis (1243) ; Courliegis (1261) ; Collegis (1393) ; Coulliegis (1405) ; Coilliegis (1411) ; Couliegis (1413) ; Coulliegy (1519) ; Colliegis (1554) ; Coulligis (1617) ; Coulliegis (1630) ; Coilegis (1675) ; Coilligis (1690) ; Couïllegis (1709).
Crandelain est attesté sous les formes Cruandelen, Cruandelein (1136) ; Parrochia de Crandelain (1145) ; Communia Crandelanii (XIIIe siècle) ; Crandelein (1261) ; Grandelayn (1263) ; Communia de Croandelain (1285) ; Crandelin (XIIIe siècle) ; Grandelaing (1405) ; Crandelain-en-Laonnois (1470) ; Grandelain (1579) ; Crendelain.

## Histoire
- Crandelain fusionna, entre 1790 et 1794, avec la commune de Malval, pour former la commune de Crandelain-et-Malval.
- En 1923, Colligis absorbe Crandelain-et-Malval, à la suite de sa suppression par décret, et prend son nom actuel de Colligis-Crandelain.

D´origine plus récente que Crandelain, Colligis n´était qu´un hameau au XIIe siècle, dépourvu de chapelle ; elle lui est adjointe en 1196.

## Politique et administration

### Découpage territorial
La commune de Colligis-Crandelain est membre de la communauté d'agglomération du Pays de Laon, un établissement public de coopération intercommunale (EPCI) à fiscalité propre créé le 1er janvier 2014 dont le siège est à Aulnois-sous-Laon. Ce dernier est par ailleurs membre d'autres groupements intercommunaux.
Sur le plan administratif, elle est rattachée à l'arrondissement de Laon, au département de l'Aisne et à la région Hauts-de-France. Sur le plan électoral, elle dépend du  canton de Laon-2 pour l'élection des conseillers départementaux, depuis le redécoupage cantonal de 2014 entré en vigueur en 2015, et de la première circonscription de l'Aisne  pour les élections législatives, depuis le dernier découpage électoral de 2010.

### Administration municipale
| Période                                  | Période                       | Identité         | Étiquette | Qualité                         |
| ---------------------------------------- | ----------------------------- | ---------------- | --------- | ------------------------------- |
| Les données manquantes sont à compléter. |                               |                  |           |                                 |
| mars 1977                                | mars 2008                     | Georges Hébert   |           |                                 |
| mars 2008                                | juillet 2020                  | Catherine Harant | DVG       | Réélue pour le mandat 2014-2020 |
| juillet 2020                             | En cours (au 28 juillet 2020) | Serge Juilliart  |           | Cadre retraité                  |

## Démographie

### Évolution
L'évolution du nombre d'habitants est connue à travers les recensements de la population effectués dans la commune depuis 1793. Pour les communes de moins de 10 000 habitants, une enquête de recensement portant sur toute la population est réalisée tous les cinq ans, les populations de référence des années intermédiaires étant quant à elles estimées par interpolation ou extrapolation. Pour la commune, le premier recensement exhaustif entrant dans le cadre du nouveau dispositif a été réalisé en 2005.

En 2022, la commune comptait 212 habitants, en évolution de −12,03 % par rapport à 2016 (Aisne : −1,97 %, France hors Mayotte : +2,11 %).
| 1793 | 1800 | 1806 | 1821 | 1831 | 1836 | 1841 | 1846 | 1851 |
| ---- | ---- | ---- | ---- | ---- | ---- | ---- | ---- | ---- |
| 195  | 200  | 174  | 181  | 232  | 191  | 206  | 206  | 205  |

| 1856 | 1861 | 1866 | 1872 | 1876 | 1881 | 1886 | 1891 | 1896 |
| ---- | ---- | ---- | ---- | ---- | ---- | ---- | ---- | ---- |
| 215  | 220  | 218  | 221  | 213  | 212  | 197  | 182  | 180  |

| 1901 | 1906 | 1911 | 1921 | 1926 | 1931 | 1936 | 1946 | 1954 |
| ---- | ---- | ---- | ---- | ---- | ---- | ---- | ---- | ---- |
| 185  | 168  | 160  | 94   | 170  | 170  | 136  | 133  | 131  |

| 1962 | 1968 | 1975 | 1982 | 1990 | 1999 | 2005 | 2006 | 2010 |
| ---- | ---- | ---- | ---- | ---- | ---- | ---- | ---- | ---- |
| 155  | 133  | 144  | 145  | 152  | 145  | 152  | 148  | 181  |

| 2015 | 2020 | 2022 | - | - | - | - | - | - |
| ---- | ---- | ---- | - | - | - | - | - | - |
| 233  | 219  | 212  | - | - | - | - | - | - |

#### Crandelain-et-Malval
Avant d'être rattachée à Colligis, Crandelain-et-Malval était une commune indépendante avec sa propre démographie.
| 1793 | 1800 | 1806 | 1821 | 1831 | 1836 | 1841 | 1846 | 1851 |
| ---- | ---- | ---- | ---- | ---- | ---- | ---- | ---- | ---- |
| 208  | 229  | 236  | 246  | 242  | 239  | 245  | 251  | 238  |

| 1856 | 1861 | 1866 | 1872 | 1876 | 1881 | 1886 | 1891 | 1896 |
| ---- | ---- | ---- | ---- | ---- | ---- | ---- | ---- | ---- |
| 223  | 206  | 190  | 201  | 191  | 178  | 162  | 173  | 142  |

| 1901 | 1906 | 1911 | 1921 | - | - | - | - | - |
| ---- | ---- | ---- | ---- | - | - | - | - | - |
| 154  | 153  | 147  | 31   | - | - | - | - | - |

## Culture locale et patrimoine

### Lieux et monuments
- Église Saint-Martin de Crandelain, classée monument historique depuis 1920.
- Église Saint-Nicolas de Colligis.
- Carrière de Colligis, classée monument historique depuis 2000, elle présente l'intérêt de garder des traces rupestres de différentes époques dont de nombreuses faites par les soldats allemands de la Première Guerre mondiale.

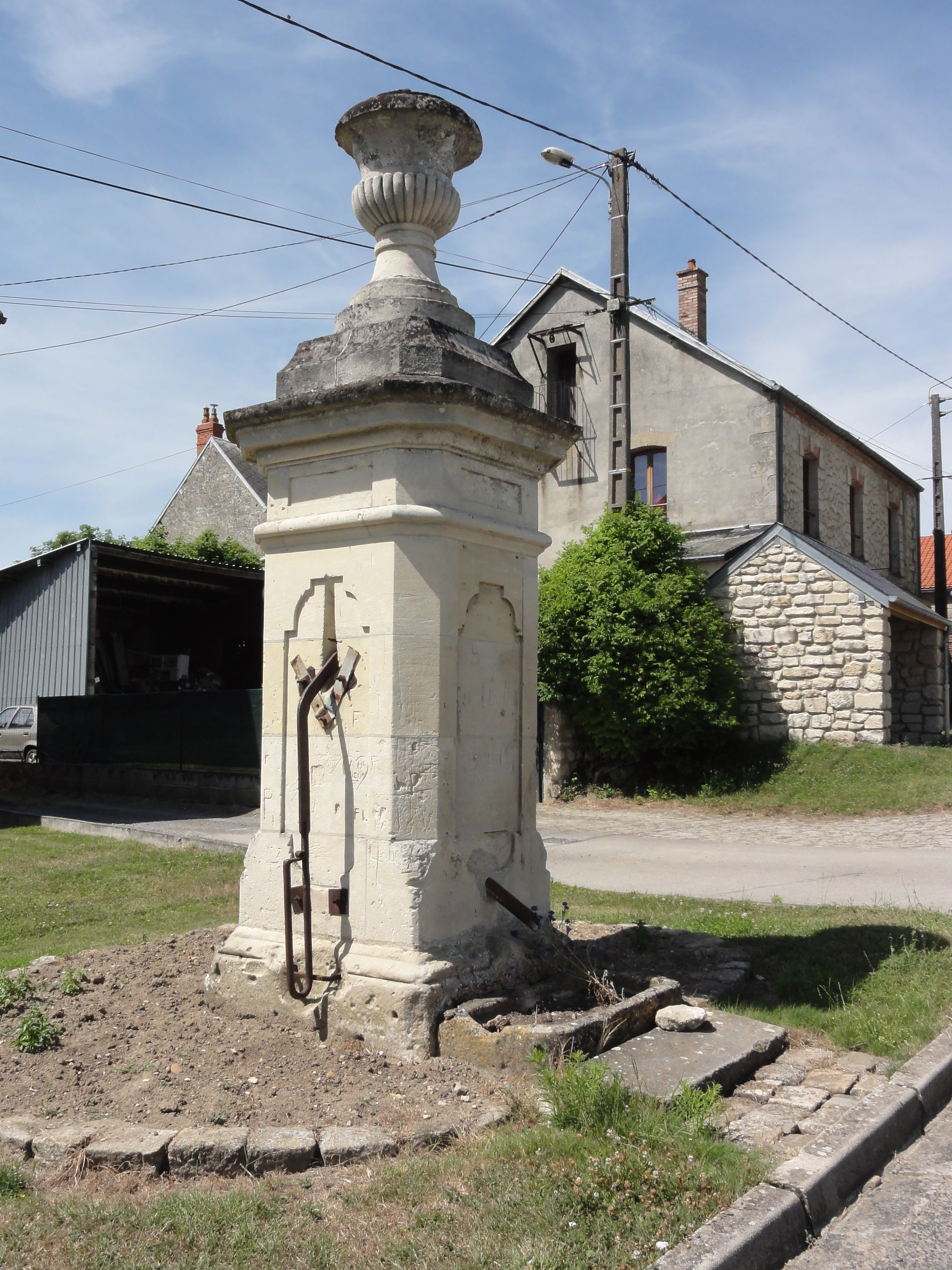
Pompe de Colligis.
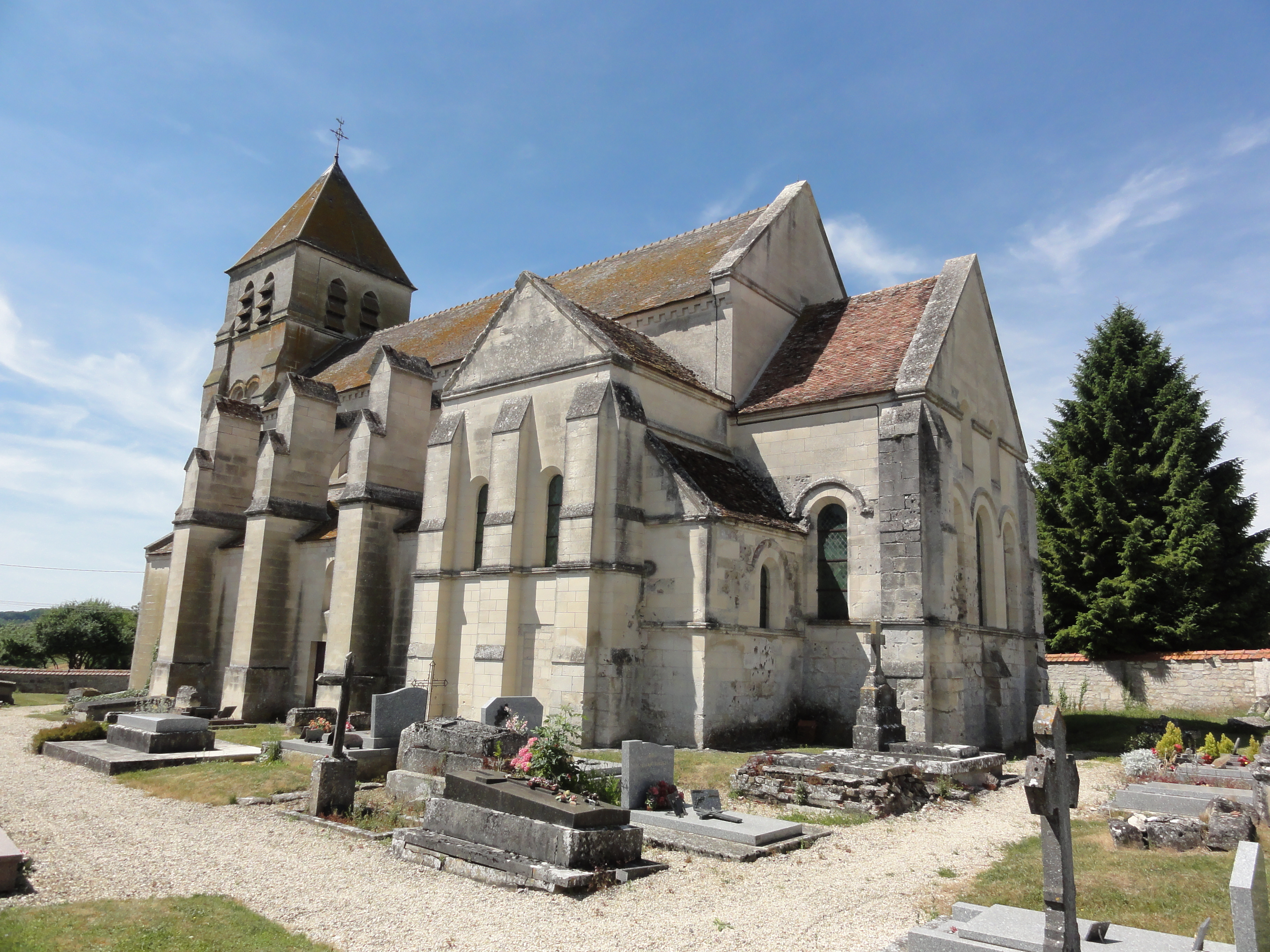
Église Saint-Martin.
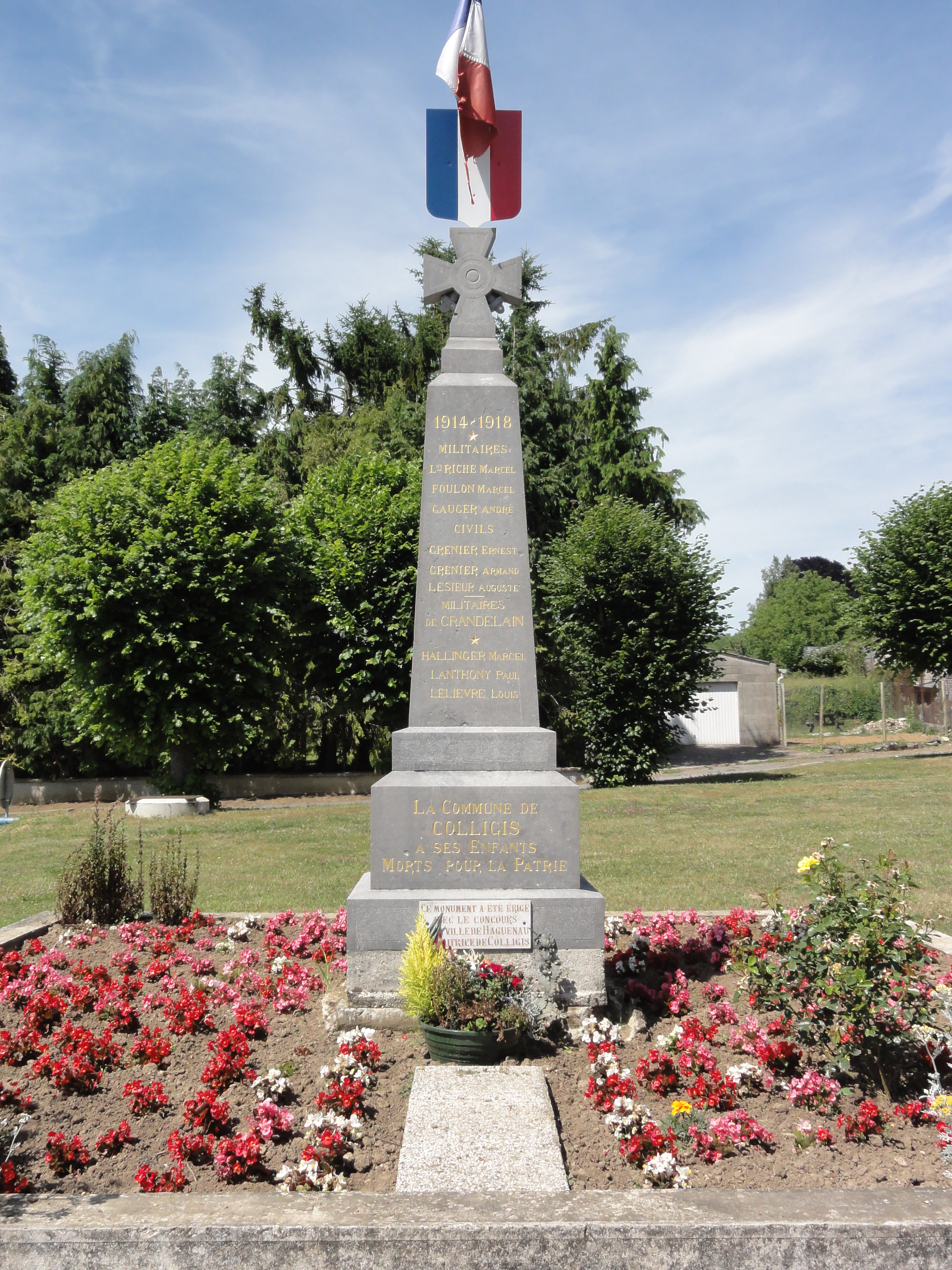
Monument aux morts.
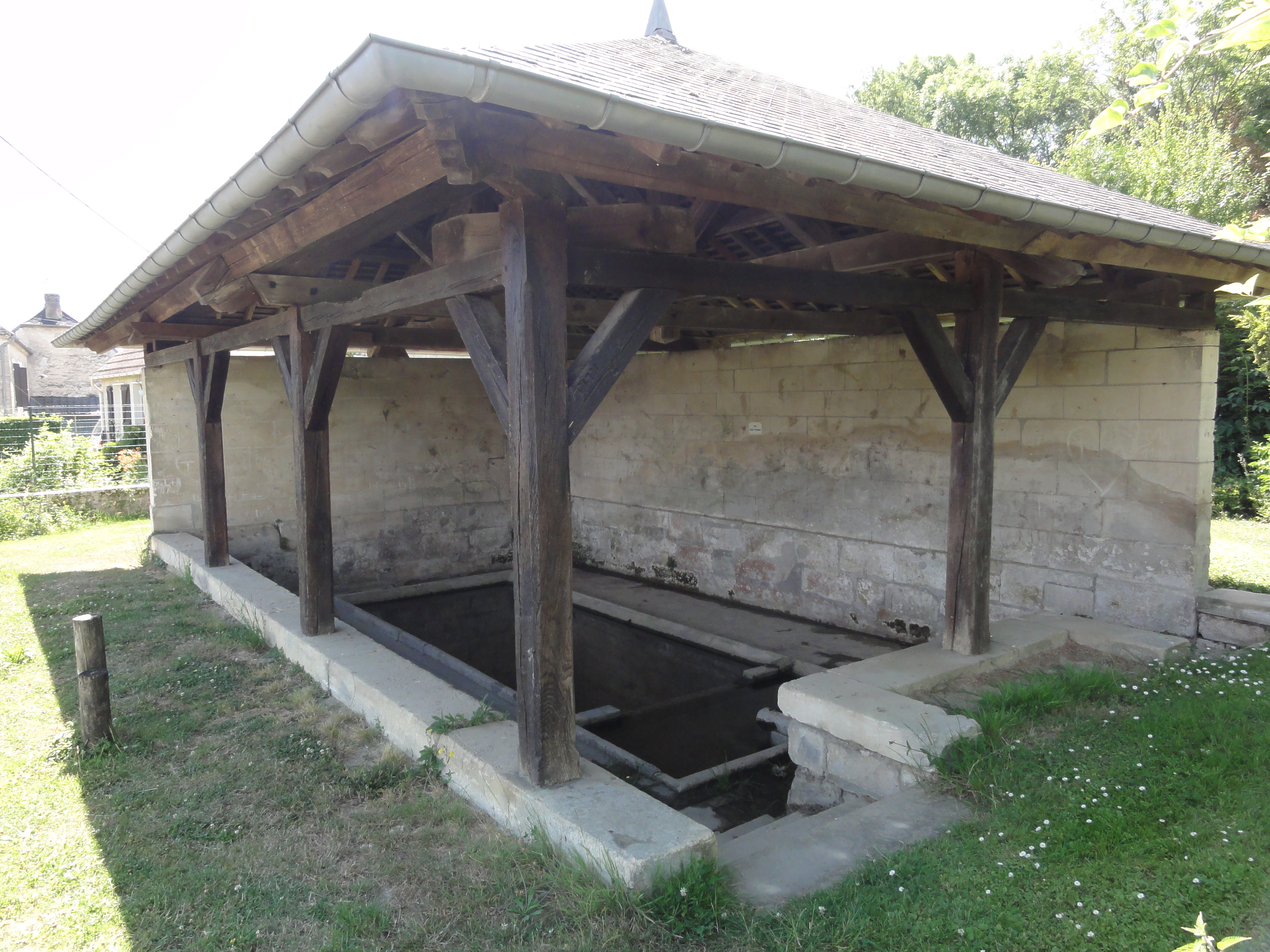
Lavoir.
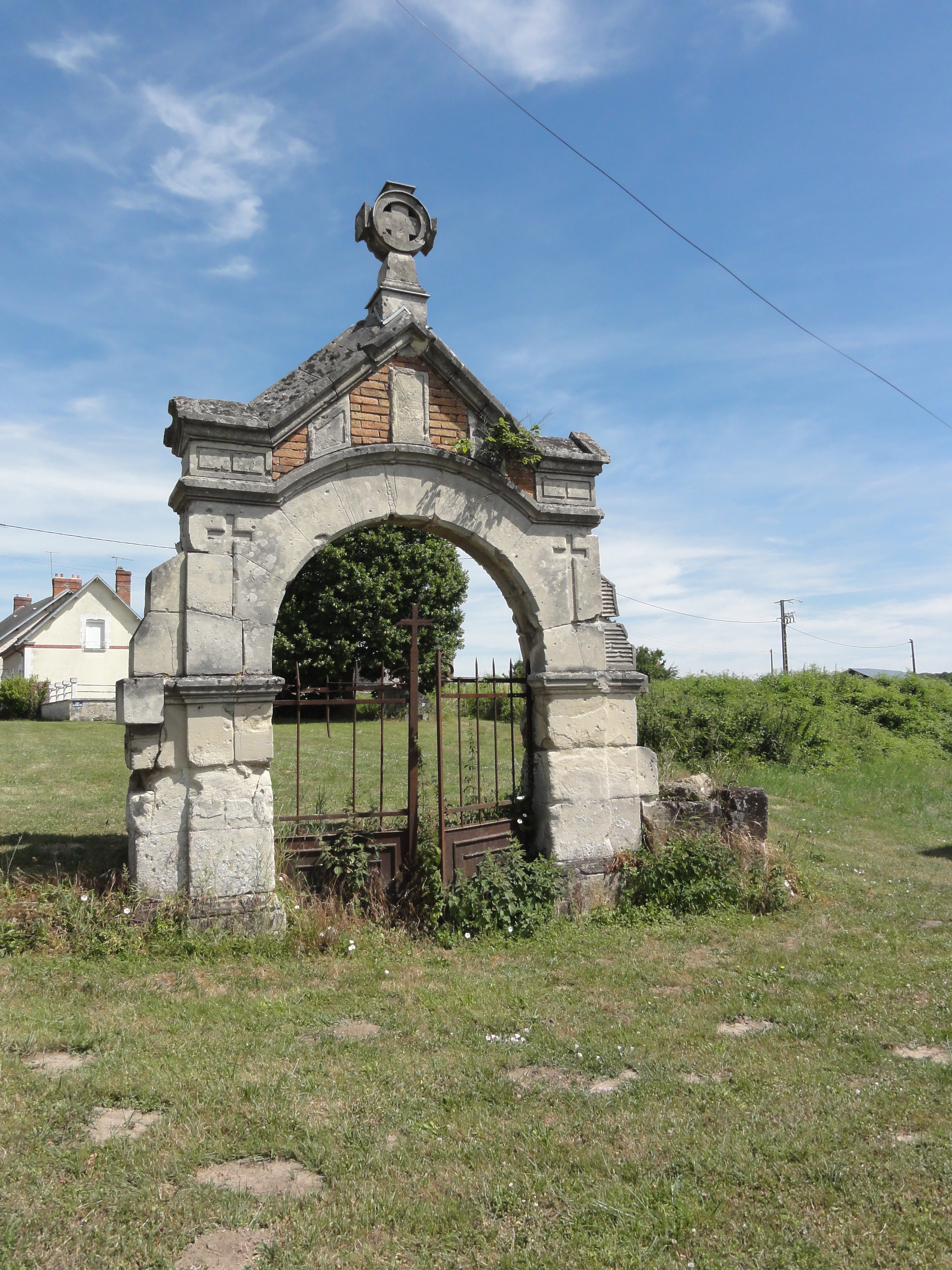
Vestige de l'ancien cimetière.

### Personnalités liées à la commune
Jean-Baptiste Sébastien Bréval, compositeur et violoncelliste auteur d'un Traité de violoncelle op. 42 (toujours utilisé) édité à Paris au Métronome, Émile Benoit éditeur - cessionnaire éditions Francis Salabert.
Il est né à Paris le 6 novembre 1753 et décédé à Colligis le 18 mars 1823.
Il fut très populaire en son temps. Il créa de nombreuses œuvres innovantes. Seule sa sonate en do est encore jouée souvent de nos jours.
Il n'existe pas de biographie importante disponible de ce compositeur aux « mélodies élégantes » (cf. Alain Pâris).
Une autre source d'information existe dans Le Dictionnaire de la Musique en France aux XVIIe et XVIIIe siècles sous la direction de Marcelle Benoit (Ed. Fayard 10/1992).
Un article de Carl de Nys qui lui est consacré nous apprend entre autres que « son traité de violoncelle fut édité en 1804 chez Imbault à Paris [ce qui n'est pas conforme aux mentions imprimées sur l'exemplaire cité plus haut]. Sa production musicale comporte cinq symphonies concertantes, sept concertos pour violoncelle, des quatuors concertants et dialogués dans lesquels le premier violon peut être souvent remplacé par une flûte, des duos, des sonates, etc. »
.
On peut également trouver des articles concernant Bréval dans le Dictionnaire de la musique française, collection Références sous la direction de Marc Vignal chez Larousse, 1988, extraits du dictionnaire en deux volumes publié par Larousse en 1982.

### Héraldique
| Blason de Colligis-Crandelain | Blason  | Parti : au 1er d'argent à deux épées de gueules passées en sautoir, surmontées d'une losange du même, soutenues du mont de trois coupeaux de sinople, ouvert du champ et mouvant de la pointe, au 2e d'azur à la crosse d'or et à la fleur de lys du même brochant sur la pointe de la crosse et à la rivière ondée en fasce d'argent brochante. Ornements extérieursDeux croix de guerre 1914-1918 |
| Blason de Colligis-Crandelain | Détails | Le parti dextre concerne Colligis et le parti senestre Crandelain. Au 1er du parti, les deux épées rappellent les combats de 1914-1918. La losange est empruntée à la famille de Lespinay, originaire du Vermandois, seigneur de Colligis de 1750 jusqu'à la Révolution et qui portait : d'argent à trois losanges de gueules. Le mont ouvert du champ représente la carrière du mont de Colligis célèbre pour son banc de calcaire grossier exploité dès le haut Moyen Âge. Au 2e du parti, la crosse fait référence à l'abbaye Saint-Jean de Laon, propriétaire du village jusqu'à la Révolution et qui portait : d'azur à une crosse d'or posée en pal, cantonnée de quatre fleurs de lys du même et chargée sur le fut de deux autres fleurs de lys aussi d'or brochant sur le tout. La fasce ondée représente la rivière Ailette qui traverse la commune. Blason adopté par la municipalité en 1931. |

## Pour approfondir